# 凍傷
凍傷是由於長期處於極為寒冷的狀態下，而引起的人體局部或全身性的傷害。輕時可造成皮膚組織的紅腫、局部血液流通不暢，並會產生發癢、刺痛、麻木等感覺，需要治療；重時則會伴隨失溫，皮膚發黑、血管壞死，然後喪失知覺，造成全身永久性的損傷，可能危及性命，需及早進行治療。